# Was hat S.A.V. da vor?
Was hat S.A.V. da vor? è il quarto Extended Play del rapper tedesco Kool Savas, pubblicato nel 2009.

## Tracce
1. Was hat SAV da vor?
2. Butterflys
3. Black
4. Futurama (United Nation RMX) – (feat. S.A.S., Ceza, Curse, Greis, Havoc, Kaz Money & Azad)
5. Charisma (RMX) – (feat. Amar & 40 Glocc)